# Alfred Sole
Alfred Sole (Paterson, 2 luglio 1943 – Salt Lake City, 14 febbraio 2022) è stato un regista, scenografo e sceneggiatore statunitense.

## Biografia
Di origini italiane – suo cugino era Dante Tomaselli – passò l'infanzia e l'adolescenza nella città natale di Paterson, nel New Jersey. Arrivato in Italia, si laurea in architettura all'Università di Firenze e per un certo periodo esercita la professione di architetto. Nel 1972 debuttò nella regia cinematografica con un film erotico, Deep Sleep, realizzato con un budget di soli 25.000 dollari, parodia dei film hardcore con Harry Reems e Georgina Spelvin che venne ritirato dalle sale con l'accusa di oscenità e tutte le copie vennero confiscate.
Il secondo lungometraggio, Comunione con delitti (Alice, Sweet Alice), andò meglio nonostante una distribuzione irregolare. Film di debutto di Brooke Shields, che appariva in una parte secondaria, venne rieditato nel 1981 col titolo Holy Terror, sfruttando l'aumento di popolarità avuto nel frattempo della Shields. Il terzo film di Sole, Tanya's Island, con Vanity, non ottenne il successo del precedente, e nel 1982 diresse il suo ultimo lungometraggio, America, America (Pandemonium), una parodia dei film slasher. Dal 1986 lavorò come scenografo e sceneggiatore per diversi film – dapprima indipendenti e poi per la Disney Channel – e serie televisive, tra le quali Hotel, Veronica Mars, Moonlight, MacGyver e soprattutto Castle, dal 2009 al 2016.
Sole è morto suicida nel febbraio del 2022, all'età di 78 anni.

## Filmografia

### Regista
- Deep Sleep (1972)
- Comunione con delitti (Alice, Sweet Alice) (1976) – anche sceneggiatore
- Tanya's Island (1980)
- America, America (Pandemonium) (1982)
- Cheeseball Present (1984) – film TV, anche sceneggiatore

### Scenografo
- Stato d'assedio (Under Siege), regia di Roger Young (1986) – film TV
- Natural selection, regia di Jack Sholder (1994) – film TV
- Bella da morire (Shattered Image), regia di Fritz Kiersch (1994) – film TV
- La notte del fuggitivo (Night of the Running Man), regia di Mark L. Lester (1995)
- Bodily Harm, regia di James Lemmo (1995)
- Ultimo appello (Glory Daze), regia di Rich Wilkes (1995)
- Legacy of Sin: The William Coit Story, regia di Steven Schachter (1996) – film TV
- Il bacio della mantide (Widow's Kiss), regia di Peter Foldy (1996) – film TV
- Amiche per la vita (In the Blink of An Eye), regia di Micki Dickoff (1996) – film TV
- Il volto della morte (Face of Evil), regia di Gregory Goodell (1996) – film TV
- Legami violenti (Unforgivable), regia di Graeme Campbell (1996) – film TV
- Il sogno di ogni donna (Every Woman's Dream), regia di Steven Schachter (1996) – film TV
- La culla vuota (When the Cradle Falls), regia di (1997) – film TV
- L.A. Johns, regia di Joyce Chopra (1997) – film TV
- Divided by Hate, regia di Tom Skerritt (1997) – film TV
- L'imbroglio (The Con), regia di Steven Schachter (1998) – film TV
- Halloweentown - Streghe si nasce (Halloweentown), regia di Duwayne Dunham (1998) – film TV
- Wishmaster 2 - Il male non muore mai (Wishmaster 2: Evil Never Dies), regia di Jack Sholder (1999) – film TV
- Replacing Dad, regia di Joyce Chopra (1999) – film TV
- Clubland, regia di Mary Lambert (1999) – film TV
- Johnny Tsunami - Un surfista sulla neve (Johnny Tsunami), regia di Steve Bovum (1999) – film TV
- Genio incompreso... ma non troppo (Genius), regia di Rod Daniel (1999) – film TV
- Una vacanza di tutto... lavoro (Horse Sense), regia di Gregg Beeman (1999) – film TV
- Un trofeo per Justin (Miracle in Lane 2), regia di Gregg Beeman (2000) – film TV
- Una donna americana (An American Daughter), regia di Sheldon Larry (2000) – film TV
- These Old Broads, regia di Matthew Diamond (2001) – film TV
- Semper Fi, regia di Michael W. Watkins (2001) – film TV
- Attenti al volpino (Hounded), regia di Neil Israel (2001) – film TV
- Quando Einstein ci mette lo zampino (The Poof Point), regia di Neil Israel (2001) – film TV
- Diamoci una mossa! (Gotta Kick It Up!), regia di Ramón Menéndez (2002) – film TV
- Dragster Girls (Right On Track), regia di Duwayne Dunham (2003) – film TV
- One Minute Soap Opera – serie TV (2004)
- Halloweentown High - Libri e magia (Halloweentown High), regia di Mark A.Z. Dippé (2004) – film TV
- Slammed, regia di Brian Thomas Jones (2004)
- Veronica Mars – serie TV, 64 episodi (2004-2007)
- Moonlight – serie TV, 14 episodi (2007-2008)
- Pete il galletto (Hatching Pete), regia di Stuart Gillard (2009) – film TV
- S. Darko, regia di Chris Fisher (2009)
- Melrose Place – serie TV, episodio pilota (2009)
- Castle – serie TV, 152 episodi (2009-2016)
- MacGyver – serie TV, 45 episodi (2017-2019)

### Sceneggiatore
- Il segreto (Secret Witness), regia di Eric Launeville (1988) – film TV
- Hotel – serie TV, 2 episodi (1988)
- Venerdì 13 (Friday the 13th: The Series) – serie TV, 2 episodi (1988)
- Alfred Hitchcock presenta – serie TV, un episodio (1989)